# Інституційне середовище
Інституційне, інституціональне середовище (англ. Institutional environment) — сукупність основоположних політичних, соціальних, юридичних і економічних правил, що визначають рамки людської поведінки й утворюють базис для виробництва, обміну і розподілу.
Інституційне середовище в дослідженнях економістів пов'язується перш за все з такими поняттями, як «інституціональна система», «інституціональна основа», «інституціональна структура», «інституціональний механізм» тощо. Сутність цих понять вперше було розглянуто в роботах О. Вільямсона, Дж. Окслі, Д. Норта, Л. Девіса, Р. Ріхтера та багатьох інших.